# Marie Anna Falcko-Neuburská
Marie Anna Falcko-Neuburská (28. října 1667 – 16. července 1740, Guadalajara) byla španělská královna jako druhá manželka Karla II. Byla jedním z mnoha dětí Filipa Viléma Falckého a Alžběty Amálie Hesensko-Darmstadtské.

## Dětství
Marie Anna se narodila v zámku Benrath jako dvanácté dítě svých rodičů. Její rodina byla velmi početná – pocházela ze 14 dětí.
Dětství strávila v neuburském zámku spolu se svými sestrami Marií Sofií, Dorotou Sofií a Hedvikou Alžbětou, kde na jejich výchovu a vzdělání dohlížela vychovatelka paní ven Klauová. Blízká rodina ji oslovovala Mariandl. Marii Annu popisovali jako povýšenou, autoritativní a sobeckou.
Marie Louisa Orleánská, první manželka španělského krále Karla II., zemřela bezdětná dne 12. února 1689. Jako druhou manželku si Karel vybral Marii Annu. Pravděpodobně k tomu přispěl i fakt, že její starší sestra Eleonora byla manželkou římskoněmeckého císaře a rakouského arcivévody Leopolda I., což by pomohlo posílit vztahy mezi španělskou a rakouskou větví Habsburků.

## Svatba se španělským králem
Svatba Marie Anny a Karla se konala 28. srpna 1689 v Ingolstadtu v Německu a byla to tzv. svatba v zastoupení. Svatby se zúčastnilo několik významných hostů, kromě jiných například švagr Marie Anny, císař Leopold, a její sestra Eleonora. Maria Anna se však vydala do Španělska až několik měsíců po svatbě, na jaře roku 1690. Oficiální svatba se konala 14. května 1690 ve městě San Diego nedaleko Valladolidu. I toto manželství Karla II. však zůstalo bezdětné, čímž se potvrdilo, že král měl zdravotní problémy.

## Manželství

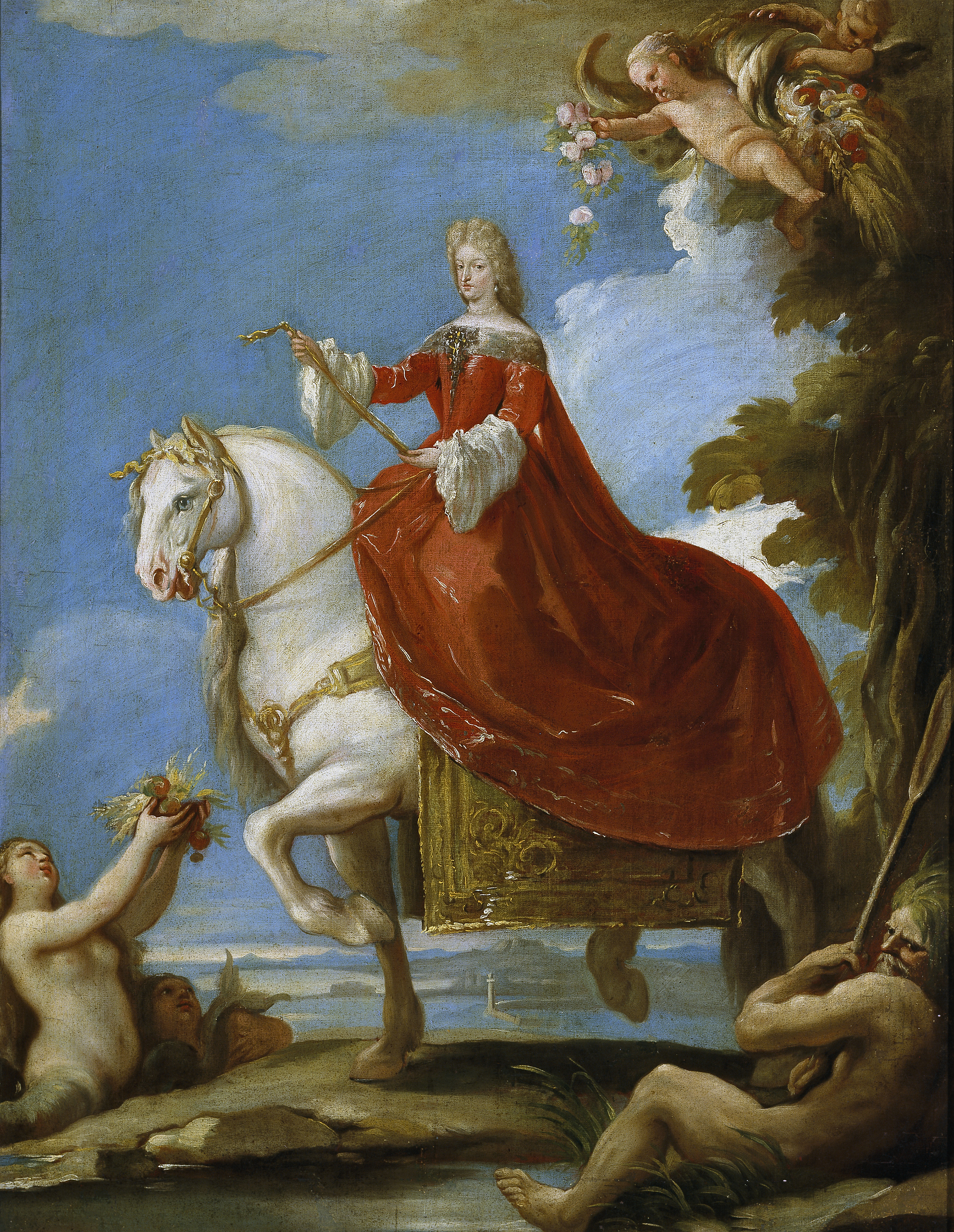
Portrét Marie Anny na koni.

Maria Anna se během období, kdy byla královnou, podílela na intrikách na španělském královském dvoře. Snažila se o to, aby se její synovec Karel VI. Habsburský stal příštím španělským králem. I tato její snaha byla příčinou jejího špatného vztahu se tchyní Marií Annou Habsburskou, která prosazovala na trůn svého pravnuka Josefa Ferdinanda Bavorského.
Maria Anna byla obecně na královském dvoře velmi neoblíbená. Důvodem byl mimo jiné i její velmi nákladný způsob života, přičemž mnoho finančních prostředků posílala své rodině. Svým německým příbuzným posílala dokonce i vzácné obrazy ze španělské umělecké sbírky.

## Vdova
Manžel Marie Anny zemřel 1. listopadu 1700 v Madridu a ve své poslední vůli uvedl, že jeho manželka má nárok na každoroční finanční příspěvek. Vyslovil přání, aby jeho nástupce s ní zacházel s respektem. Ale nový král Filip V. přikázal Marie Anne opustit Madrid ještě předtím, než do města sám vstoupí. Vdova po králi neměla jinou možnost než jeho příkaz respektovat a usadila se nedaleko města Toleda, kde žila ve starém a tmavém hradě Alcazar. Během období, kdy zde pobývala, poslala několik dopisů své rodině. Na začátku roku 1701 její starší bratr, kurfiřt Jan Vilém, adresoval císařovně Eleonoře následující dopis:
| „ | Co se týče španělské královny, je mi upřímně líto, že se z ní stala chudá a nešťastná dáma; ale abych pravdu řekl, všechno se jí stalo její vinou jako důsledek její nesprávného chování. Myslím si, že to, co žádá od Vašeho Veličenstva, je více nemožné než reálné. Ale pokud byste jí mohla pomoci a podpořit ji v jejím nešťastné situaci, byla by to také velká pomoc i pro mě ... | “ |

### Poslední roky života a smrt
Marie Anna však musela v Alcazaru zůstat. V roce 1706 se však změnila její situace, když její synovec Karel VI. Habsburský dobyl se svou armádou Toledo. Marii Annu tato událost velmi potěšila a synovce s armádou přivítala, což byl důvod, proč ji král Filip vykázal o několik let později ze Španělska. Tehdy se Marie Anna usadila v Bayonne ve Francii, kde žila několik následujících desetiletí. V roce 1739, kdy byla už stará a měla podlomené zdraví, se konečně do Španělska vrátila. Zůstala bydlet v paláci Infantado v Guadalajaře, kde nakonec 16. července 1740 zemřela. Pohřbena je v královské hrobce v El Escorialu.

## Vývod z předků
|                             |                                      |  |                               |                             |  |  |  |  |  |  |  | Vilém z Jülichu-Kleve-Bergu |
|                             |                                      |  |                               |                             |  |  |  |  |  |  |  |                             |
|                             | Filip Ludvík Falcko-Neuburský        |  |                               |                             |  |  |  |  |  |  |  |                             |
|                             |                                      |  |                               |                             |  |  |  |  |  |  |  |                             |
|                             |                                      |  |                               | Anna Hesenská               |  |  |  |  |  |  |  |                             |
|                             |                                      |  |                               |                             |  |  |  |  |  |  |  |                             |
|                             | Wolfgang Vilém Neuburský             |  |                               |                             |  |  |  |  |  |  |  |                             |
|                             |                                      |  |                               |                             |  |  |  |  |  |  |  |                             |
|                             |                                      |  |                               | Vilém z Jülich-Cleves-Bergu |  |  |  |  |  |  |  |                             |
|                             |                                      |  |                               |                             |  |  |  |  |  |  |  |                             |
|                             | Anna Klevská                         |  |                               |                             |  |  |  |  |  |  |  |                             |
|                             |                                      |  |                               |                             |  |  |  |  |  |  |  |                             |
|                             |                                      |  |                               | Marie Habsburská            |  |  |  |  |  |  |  |                             |
|                             |                                      |  |                               |                             |  |  |  |  |  |  |  |                             |
|                             | Filip Vilém Falcký                   |  |                               |                             |  |  |  |  |  |  |  |                             |
|                             |                                      |  |                               |                             |  |  |  |  |  |  |  |                             |
|                             |                                      |  |                               | Albrecht V. Bavorský        |  |  |  |  |  |  |  |                             |
|                             |                                      |  |                               |                             |  |  |  |  |  |  |  |                             |
|                             | Vilém V. Bavorský                    |  |                               |                             |  |  |  |  |  |  |  |                             |
|                             |                                      |  |                               |                             |  |  |  |  |  |  |  |                             |
|                             |                                      |  |                               | Anna Habsburská             |  |  |  |  |  |  |  |                             |
|                             |                                      |  |                               |                             |  |  |  |  |  |  |  |                             |
|                             | Magdalena Bavorská                   |  |                               |                             |  |  |  |  |  |  |  |                             |
|                             |                                      |  |                               |                             |  |  |  |  |  |  |  |                             |
|                             |                                      |  |                               | František I. Lotrinský      |  |  |  |  |  |  |  |                             |
|                             |                                      |  |                               |                             |  |  |  |  |  |  |  |                             |
|                             | Renata Lotrinská                     |  |                               |                             |  |  |  |  |  |  |  |                             |
|                             |                                      |  |                               |                             |  |  |  |  |  |  |  |                             |
|                             |                                      |  |                               | Kristina Dánská             |  |  |  |  |  |  |  |                             |
|                             |                                      |  |                               |                             |  |  |  |  |  |  |  |                             |
| Marie Anna Falcko-Neuburská |                                      |  |                               |                             |  |  |  |  |  |  |  |                             |
|                             |                                      |  |                               |                             |  |  |  |  |  |  |  |                             |
|                             |                                      |  | Jiří I. Hesensko-Darmstadtský |                             |  |  |  |  |  |  |  |                             |
|                             |                                      |  |                               |                             |  |  |  |  |  |  |  |                             |
|                             | Ludvík V. Hesensko-Darmstadtský      |  |                               |                             |  |  |  |  |  |  |  |                             |
|                             |                                      |  |                               |                             |  |  |  |  |  |  |  |                             |
|                             |                                      |  |                               | Magdalena z Lippe           |  |  |  |  |  |  |  |                             |
|                             |                                      |  |                               |                             |  |  |  |  |  |  |  |                             |
|                             | Jiří II. Hesensko-Darmstadtský       |  |                               |                             |  |  |  |  |  |  |  |                             |
|                             |                                      |  |                               |                             |  |  |  |  |  |  |  |                             |
|                             |                                      |  |                               | Jan Jiří Braniborský        |  |  |  |  |  |  |  |                             |
|                             |                                      |  |                               |                             |  |  |  |  |  |  |  |                             |
|                             | Magdalena Braniborská                |  |                               |                             |  |  |  |  |  |  |  |                             |
|                             |                                      |  |                               |                             |  |  |  |  |  |  |  |                             |
|                             |                                      |  |                               | Alžběta Anhaltsko-Zerbstská |  |  |  |  |  |  |  |                             |
|                             |                                      |  |                               |                             |  |  |  |  |  |  |  |                             |
|                             | Alžběta Amálie Hesensko-Darmstadtská |  |                               |                             |  |  |  |  |  |  |  |                             |
|                             |                                      |  |                               |                             |  |  |  |  |  |  |  |                             |
|                             |                                      |  |                               | Kristián I. Saský           |  |  |  |  |  |  |  |                             |
|                             |                                      |  |                               |                             |  |  |  |  |  |  |  |                             |
|                             | Jan Jiří I. Saský                    |  |                               |                             |  |  |  |  |  |  |  |                             |
|                             |                                      |  |                               |                             |  |  |  |  |  |  |  |                             |
|                             |                                      |  |                               | Žofie Braniborská           |  |  |  |  |  |  |  |                             |
|                             |                                      |  |                               |                             |  |  |  |  |  |  |  |                             |
|                             | Žofie Eleonora Saská                 |  |                               |                             |  |  |  |  |  |  |  |                             |
|                             |                                      |  |                               |                             |  |  |  |  |  |  |  |                             |
|                             |                                      |  |                               | Albrecht Fridrich Pruský    |  |  |  |  |  |  |  |                             |
|                             |                                      |  |                               |                             |  |  |  |  |  |  |  |                             |
|                             | Magdalena Sibylla Pruská             |  |                               |                             |  |  |  |  |  |  |  |                             |
|                             |                                      |  |                               |                             |  |  |  |  |  |  |  |                             |
|                             |                                      |  |                               | Marie Eleonora Klevská      |  |  |  |  |  |  |  |                             |
|                             |                                      |  |                               |                             |  |  |  |  |  |  |  |                             |